# Fernand Trignol
Fernand Trignol, né le 20 juillet 1896 à Neuilly-sur-Marne et mort le 28 janvier 1957 dans le 12e arrondissement de Paris, est un acteur et auteur français.

## Biographie
A la fin des années 1920, il est soigneur des coureurs sur piste, notamment de Georges Coupry, puis devient régisseur aux studios de Joinville. 
Spécialiste de l'argot pendant de nombreuses années, il était ainsi le conseiller de la « langue verte » dans quelques films. 
En 1946, il fut également le directeur de production pour Martin Roumagnac réalisé par Georges Lacombe

## Filmographie
- 1931 : Le Roi du cirage de Pierre Colombier
- 1931 : Tout ça ne vaut pas l'amour de Jacques Tourneur
- 1936 : Le Roman d'un tricheur de Sacha Guitry : Le curé
- 1938 : Tricoche et Cacolet de Pierre Colombier
- 1938 : Café de Paris d'Yves Mirande et Georges Lacombe
- 1939 : Fric-Frac de Maurice Lehmann et Claude Autant-Lara : Un truand (il est également le coauteur de la pièce d'origine)
- 1939 : Les Musiciens du ciel de Georges Lacombe
- 1951 : Casque d'Or de Jacques Becker : Le patron de "l'Ange Gabriel"

## Publications
- Pantruche, ou les Mémoires d'un truand, avant-propos de Jean Gabin, préface de Pierre Lhoste, portrait et couverture illustrée par Dubout, Fournier, 1946.
- Vaisselle de fouille, éditions de la Seine, 1955.